# Шумик, Сергей Иванович
Сергей Иванович Шумик (1924—1995) — председатель колхоза «Страна Советов» Аларского района Усть-Ордынского Бурятского национального округа Иркутской области. Герой Социалистического Труда (1966).

## Биография
Родился в 1924 году в Аларском районе Иркутской области. Был призван в РККА во время Великой Отечественной войны. После войны вернулся в родное село Зона Аларского района. Стал председателем колхоза. Был выдвинут в депутаты Верховного Совета РСФСР от Аларского избирательного округа Иркутской области в 1967 году.
С 1957 года — председатель колхоза «Страна Советов» Аларского района.
Вывел колхоз в число передовых сельскохозяйственных предприятий. Указом Президиума Верховного Совета СССР от 23 июня 1966 года «за успехи, достигнутые в увеличении производства и заготовок пшеницы, ржи, гречихи, риса, других зерновых и кормовых культур и высокопроизводительном использовании техники» удостоен звания Героя Социалистического Труда с вручением ордена Ленина и золотой медали «Серп и Молот».

## Награды
- Медаль Серп и Молот

## Память
Именем Сергея Ивановича Шумика названа Зонская средняя общеобразовательная школа.